# إيوجينيو مينا

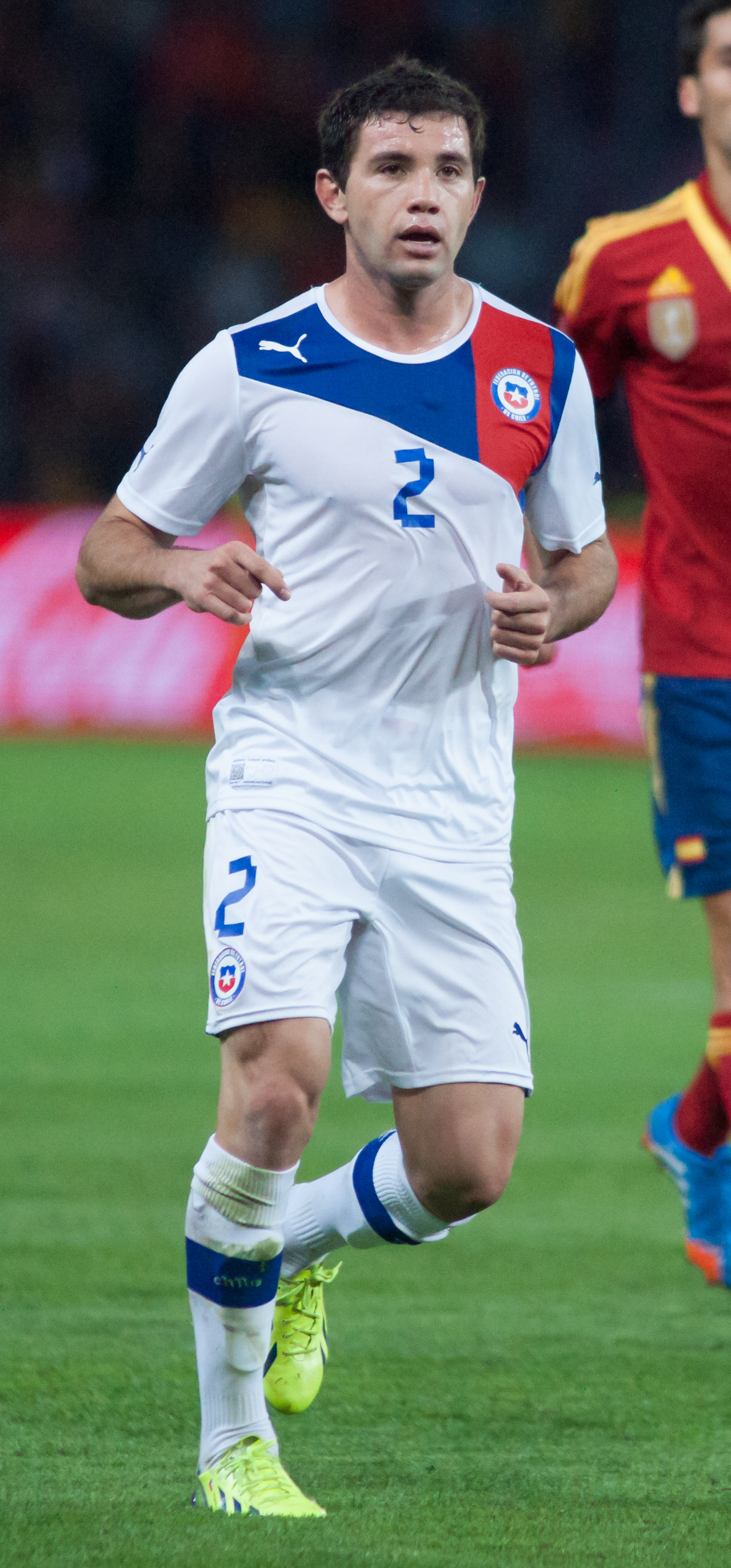
مينا

إيوجينيو إستيبان مينا ريفيكو (بالإسبانية: Eugenio Esteban Mena Reveco)‏ (ولد في 18 يوليو 1988 في فينا ديل مار) لاعب كرة قدم دولي تشيلي يلعب حاليا لصالح نادي سانتوس في مركز الظهير الأيسر منذ 2013.